# Abū l-Hudhail
Abū l-Hudhail al-ʿAllāf (arabisch أبو الهذيل العلاف, DMG Abū l-Huḏail al-ʿAllāf; ca. Mitte 8. Jahrhundert – ca. Mitte 9. Jahrhundert) aus Basra war der erste spekulative Theologe der Muʿtaziliten.
Den Namen al-ʿAllaf führte er, weil er im Viertel der Futterverkäufer (arab. al-ʿAllāf) lebte oder selbst dieser Gilde angehörte. Die Kunya al-ʿAbdī deutet darauf hin, dass er Maulā des Stammes der ʿAbd al-Qais war. Seine religiöse Ausbildung erhielt er in seiner Heimatstadt. Abu l-Hudhail war Schüler von ʿUthmān aṭ-Ṭawīl, seinerseits Schüler von Wāsil ibn ʿAtāʾ, dem Begründer der Muʿtazila. Abu l-Hudhail war verheiratet mit der Schwester von ʿAmr ibn ʿUbaid. Abu l-Hudhail verbrachte lange Zeit in Bagdad. Dort nahm er u. a. an gelehrten Disputen des Barmakiden Yahyā ibn Chālid teil. Seinen Lebensabend verbrachte er in Samarra. Dort verstarb er vermutlich auch.

Die Schule seiner Anhänger, über die Asch-Schahrastānī in seinem Kitab al-Milal wa-n-Nihal berichtet, heißt Hudhayliyya: 

„They believe that both Hell and Paradise will perish and that preordination of Allah can cease, at which time Allah will no longer be omnipotent. (dt. Sie glauben, dass sowohl Hölle als auch Paradies untergehen werden, und dass die Vorherbestimmung Gottes aufhören kann, zu welcher Zeit Gott nicht mehr allmächtig sein wird.)“